# Hotel Römantiek
Hotel Römantiek is een Belgisch tv-realityprogramma van productiehuis Woestijnvis. De eerste drie seizoenen werden uitgezonden op de Belgische zender VIER in een presentatie van Otto-Jan Ham, Sven de Leijer en Frances Lefebure, die een week lang met een groep vrijgezelle 65-plussers op reis gingen. De bedoeling is dat de vrijgezellen elkaar beter leren kennen en opnieuw de liefde vinden. Het vierde seizoen werd in het najaar van 2022 op tv-zender Eén uitgezonden als Hotel Romantiek. Het vijfde seizoen werd uitgezonden op VRT 1 vanaf 8 januari 2024. Presentatoren van het vierde en vijfde seizoen waren de Leijer, Gloria Monserez en Philippe Geubels.

## Opzet
De vrijgezellen worden in de eerste aflevering aan elkaar voorgesteld. Elke dag worden er voor de vrijgezellen activiteiten georganiseerd. Aan het einde van de dag duiden de vrijgezellen een top 5 aan van vrijgezellen. De twee vrijgezellen die elkaar op nummer 1 hebben gezet, krijgen een overnachting op een romantische locatie cadeau: een blokhut in het eerste seizoen, een jacht in het tweede seizoen en een villa in een oase in het derde seizoen. De uitverkoren vrijgezellen worden naar deze locatie gebracht door middel van "de zwaan", de kenmerkende pedaalboot van het programma.

## Presentatie
| Presentatie      | Seizoen 1 | Seizoen 2 | Seizoen 3 | Seizoen 4 | Seizoen 5 |
| ---------------- | --------- | --------- | --------- | --------- | --------- |
| Frances Lefebure |           |           |           |           |           |
| Otto-Jan Ham     |           |           |           |           |           |
| Sven De Leijer   |           |           |           |           |           |
| Gloria Monserez  |           |           |           |           |           |
| Philippe Geubels |           |           |           |           |           |

## Seizoen 1
In dit seizoen trok het programma naar Bergün in  Zwitserland.

### Deelnemers
| Naam       | Leeftijd |
| ---------- | -------- |
| Aagje      | 69       |
| Angela     | 67       |
| Betty      | 67       |
| Carola     | 70       |
| Christiane | 69       |
| Elza       | 71       |
| Jacky      | 77       |
| Joke       | 61       |
| Josephine  | 72       |
| Kristina   | 71       |
| Magda      | 72       |
| Marleine   | 69       |
| Mary       | 77       |
| Monique    | 72       |
| Rosa       | 73       |
| Rosette    | 63       |
| Stephanie  | 67       |
| Yolande    | 66       |

| Naam        | Leeftijd |
| ----------- | -------- |
| Bob         | 70       |
| Charles     | 65       |
| Eddy        | 68       |
| Ghislain    | 63       |
| Herman      | 73       |
| Jan         | 67       |
| Jean        | 76       |
| Jean-Pierre | 68       |
| Jef         | 71       |
| Joël        | 72       |
| Johan       | 62       |
| Jos         | 61       |
| Luc         | 63       |
| Marc        | 63       |
| Miel        | 71       |
| Pierre      | 85       |

### Koppels
| Koppel | Namen                    | Samen na Hotel Römantiek |
| ------ | ------------------------ | ------------------------ |
| 1      | Carola & Herman          | Nee                      |
| 2      | Christiane & Jean-Pierre | Nee                      |
| 3      | Marleine & Luc           | Nee                      |
| 4      | Rosa & Jos               | Ja                       |

Tijdens het programma werden er vier koppels gevormd. Jos en Rosa vonden de liefde en bleven ook na het programma een koppel. Nog geen jaar na afloop van het seizoen kondigden zij aan dat ze zich verloofd hebben.

### Afleveringen
| Afl. | Datum van uitzending | Aantal kijkers |
| ---- | -------------------- | -------------- |
| 1    | 9 februari 2017      | 466.545        |
| 2    | 16 februari 2017     | 449.234        |
| 3    | 23 februari 2017     | 434.873        |
| 4    | 2 maart 2017         | 470.968        |
| 5    | 9 maart 2017         | 350.250        |
| 6    | 16 maart 2017        | 319.308        |
| 7    | 23 maart 2017        | 382.582        |

## Seizoen 2
In dit seizoen trok het programma naar Sagres in  Portugal.

### Deelnemers
In aflevering 3 werden er als verrassing 2 nieuwe kandidaten geïntroduceerd: Guy en Francine.
| Naam       | Leeftijd | Woonplaats    |
| ---------- | -------- | ------------- |
| Antonietta | 72       | Maasmechelen  |
| Ewa        | 68       | Hemiksem      |
| Gaby       | 78       | Oostende      |
| Ghislaine  | 69       | Kampenhout    |
| Harriet    | 71       | Deurne        |
| Hilda      | 74       | Tessenderlo   |
| Josefina   | 75       | Berchem       |
| Julia      | 78       | Grobbendonk   |
| Maria      | 68       | Hombeek       |
| Mariette   | 85       | Sint-Idesbald |
| Mieke      | 67       | Kasterlee     |
| Mika       | 79       | Halle         |
| Rosa       | 77       | Denderleeuw   |
| Francine   | 81       | Averbode      |

| Naam        | Leeftijd | Woonplaats   |
| ----------- | -------- | ------------ |
| Albert      | 81       | Kortenberg   |
| Flamidianus | 78       | Sint-Niklaas |
| Freddy      | 71       | Ham          |
| Freddy      | 73       | Vilvoorde    |
| Guido       | 72       | Roeselare    |
| Jan         | 68       | Borsbeek     |
| Jean-Marie  | 66       | Marke        |
| Julien      | 84       | Gent         |
| Marc        | 72       | Gent         |
| Marcel      | 82       | Aartselaar   |
| Raf         | 75       | Tessenderlo  |
| René        | 72       | Assebroek    |
| Willy       | 81       | Hoboken      |
| Guy         | 71       | Hasselt      |

### Koppels
De volgende duo's mochten op het einde van de aflevering naar de jacht, maar dit betekent niet ze ook effectief een koppel vormen.
|        | Aflevering 1 | Aflevering 2           | Aflevering 3       | Aflevering 4  | Aflevering 5 | Aflevering 6     | Aflevering 7     |
| ------ | ------------ | ---------------------- | ------------------ | ------------- | ------------ | ---------------- | ---------------- |
| Koppel | Mieke & Jan  | Ghislaine & Jean-Marie | Mika & Flamidianus | Julia & Willy | Ewa & Marc   | Antonietta & Guy | Francine & Guido |

 Koppel bleef samen aan het einde van Hotel Römantiek
 Koppel ging uit elkaar aan het einde van Hotel Römantiek
Aan het einde van de week kozen enkel Jan en Mieke ervoor om in het hotel te blijven. Vijf maanden later vormen ze nog steeds een koppel. Marc en Maria vonden elkaar na de vakantie en vormen ook een koppel. Freddy heeft zich door het programma weer opengesteld voor de liefde en zijn nieuwe relatie werd ook vermeld in de conclusie van de laatste aflevering.

### Afleveringen
| Afl. | Datum van uitzending | Aantal kijkers |
| ---- | -------------------- | -------------- |
| 1    | 8 februari 2018      | 333.851        |
| 2    | 15 februari 2018     | 432.065        |
| 3    | 22 februari 2018     | 321.974        |
| 4    | 1 maart 2018         | 340.975        |
| 5    | 8 maart 2018         | 331.535        |
| 6    | 15 maart 2018        | 309.250        |
| 7    | 22 maart 2018        | 293.471        |
| 8    | 29 maart 2018        | 337.368        |

## Seizoen 3
In dit seizoen trok het programma naar Tozeur in  Tunesië.

### Deelnemers
| Naam       | Leeftijd | Woonplaats           |
| ---------- | -------- | -------------------- |
| Ange       | 70       | Izegem               |
| Angèle     | 75       | Turnhout             |
| Anne-Marie | 65       | Sint-Denijs Zwevegem |
| Erika      | 77       | Wetteren             |
| Erna       | 78       | Mechelen             |
| Georgette  | 73       | Otegem               |
| Hilde      | 72       | Herent               |
| Leen       | 67       | Zoersel              |
| Lies       | 65       | Tervuren             |
| Lucienne   | 75       | Zutendaal            |
| Maria      | 67       | Hamont               |
| Mariola    | 65       | Brugge               |
| Mia        | 71       | Knokke-Heist         |
| Mieke      | 70       | Maldegem             |
| Rit        | 74       | Bornem               |
| Rosette    | 75       | Erpe                 |

| Naam    | Leeftijd | Woonplaats     |
| ------- | -------- | -------------- |
| Aurèle  | 75       | Hoboken        |
| Bernard | 70       | Boezinge       |
| Etienne | 75       | Keerbergen     |
| Jos     | 66       | Veerle-Laakdal |
| Norbert | 71       | Gentbrugge     |
| Norbert | 76       | Vichte         |
| Roland  | 83       | Gent           |
| Willy   | 65       | Riemst         |

| Naam        | Leeftijd | Woonplaats |
| ----------- | -------- | ---------- |
| Bert        | 80       |            |
| Herwig      | 75       | Antwerpen  |
| Jean-Pierre | 75       |            |
| Paul        | 70       | Aartselaar |

### Koppels
De volgende duo's mochten op het einde van de aflevering naar de villa, maar dit betekent niet ze ook effectief een koppel vormen.
|        | Aflevering 1   | Aflevering 2       | Aflevering 3             | Aflevering 4 | Aflevering 5  | Aflevering 6        | Aflevering 7   |
| ------ | -------------- | ------------------ | ------------------------ | ------------ | ------------- | ------------------- | -------------- |
| Koppel | Angèle & Willy | Lucienne & Bernard | Anne-Marie & Jean-Pierre | Leen & Jos   | Mia & Etienne | Anne-Marie & Roland | Maria & Herwig |

 Koppel bleef samen aan het einde van Hotel Römantiek
 Koppel ging uit elkaar aan het einde van Hotel Römantiek
Aan het einde van de week kozen Angèle & Willy, Leen & Jos, Mia & Etienne, Anne-Marie & Roland en verrassend Mariola & Aurèle ervoor om in het hotel te blijven. Vijf maanden later vormen enkel Leen & Jos nog steeds een koppel. Erna & Etienne en Mieke & Herwig vonden elkaar na de vakantie en vormen nu ook een koppel.

### Afleveringen
| Afl. | Datum van uitzending | Aantal kijkers |
| ---- | -------------------- | -------------- |
| 1    | 30 januari 2019      | 358.620        |
| 2    | 6 februari 2019      | 395.559        |
| 3    | 13 februari 2019     | 319.783        |
| 4    | 20 februari 2019     | 305.304        |
| 5    | 27 februari 2019     | 311.295        |
| 6    | 6 maart 2019         | 315.626        |
| 7    | 13 maart 2019        | 304.128        |
| 8    | 20 maart 2019        | 327.016        |

## Seizoen 4
In dit seizoen trok het programma naar Cappadocië in  Turkije. De deelnemers verbleven in het Exedra hotel in Ortahisar.

### Deelnemers
| Naam     | Leeftijd | Woonplaats       |
| -------- | -------- | ---------------- |
| Annie    | 71       | Kortrijk         |
| Brigitte | 70       | Gentbrugge       |
| Chris    | 68       | Tremelo          |
| Claire   | 79       | Diest            |
| Frieda   | 74       | Keerbergen       |
| Irène    | 68       | Maasmechelen     |
| Joke     | 73       | Waarmaarde       |
| Linda    | 69       | Bassevelde       |
| Lizzy    | 70       | Mortsel          |
| Loeke    | 66       | Sint-Gillis-Waas |
| Maria    | 72       | Stabroek         |
| Marianne | 73       | Deinze           |
| Roosje   | 65       | Bornem           |
| Vera     | 75       | Hoboken          |

| Naam       | Leeftijd | Woonplaats       |
| ---------- | -------- | ---------------- |
| André      | 73       | Leopoldsburg     |
| Bert       | 71       | Bocholt-Kaulille |
| Dirk       | 68       | Roeselare        |
| Dirk       | 76       | Gent             |
| Erik       | 74       | Hove             |
| Guy        | 74       | Kontich          |
| Jean-Marie | 69       | Oudenaarde       |
| Johan      | 76       | Denderhoutem     |
| Jos        | 78       | Putte            |
| Marcel K   | 80       | Brasschaat       |
| Marcel M † | 82       | Wommelgem        |
| Paul       | 69       | Schilde          |
| René       | 66       | Vorselaar        |
| Ronny      | 69       | Stekene          |

### Koppels
De volgende duo's mochten op het einde van de aflevering naar de villa, maar dit betekent niet ze ook effectief een koppel vormen.
|        | Aflevering 1 | Aflevering 2    | Aflevering 3  | Aflevering 4       | Aflevering 5  | Aflevering 6   | Aflevering 7  |
| ------ | ------------ | --------------- | ------------- | ------------------ | ------------- | -------------- | ------------- |
| Koppel | Irène & Bert | Marianne & Dirk | Lizzy & Johan | Linda & Jean-Marie | Claire & Dirk | Frieda & Ronny | Roosje & Paul |

 Koppel bleef samen aan het einde van Hotel Römantiek
 Koppel ging uit elkaar aan het einde van Hotel Römantiek

### Afleveringen
| Afl. | Datum van uitzending | Aantal kijkers |
| ---- | -------------------- | -------------- |
| 1    | 4 september 2022     | 808.819        |
| 2    | 11 september 2022    | 721.403        |
| 3    | 18 september 2022    | 877.972        |
| 4    | 25 september 2022    | 742.185        |
| 5    | 2 oktober 2022       | 777.864        |
| 6    | 9 oktober 2022       | 703.363        |
| 7    | 16 oktober 2022      | Onbekend       |
| 8    | 23 oktober 2022      | Onbekend       |

## Seizoen 5
In dit seizoen trok het programma naar het Woiwodschap Lubusz in Polen. De kandidaten verbleven in het Pałac Mierzęcin Wellness & Wine Resort in Dobiegniew.

### Deelnemers
| Naam          | Leeftijd | Woonplaats       |
| ------------- | -------- | ---------------- |
| Annemie       | 67       | Wetteren         |
| Arletta       | 65       | Zoersel          |
| Carine        | 68       | Sint-Joris-Winge |
| Elfriede      | 68       | Sint-Idesbald    |
| Frieda (Frie) | 66       | Lebbeke          |
| Gerd          | 73       | Deurne           |
| Greet         | 73       | Lier             |
| Imelda        | 68       | Brasschaat       |
| Linda         | 68       | Schoten          |
| Machteld      | 72       | Bredene          |
| Nancy         | 68       | Wezembeek-Oppem  |
| Tina          | 67       | Gent             |
| Jacky         | 77       | Antwerpen        |

| Naam           | Leeftijd | Woonplaats        |
| -------------- | -------- | ----------------- |
| André          | 69       | Mespelare         |
| Dirk           | 67       | Torhout           |
| Eddy           | 67       | Schoten           |
| Freddy         | 74       | Waardamme         |
| Jean           | 74       | Wambeek           |
| Jos            | 69       | Provence          |
| Luc            | 70       | Oostende          |
| Ludo           | 76       | Oostmalle         |
| Luk            | 65       | Roeselare         |
| Marcel (Selly) | 71       | Kluisbergen       |
| Victor         | 69       | Puurs Sint-Amands |
| Willy          | 74       | Deurne            |

### Koppels
De volgende duo's mochten op het einde van de aflevering naar de Tiny House, maar dit betekent niet ze ook effectief een koppel vormen.
|        | Aflevering 1  | Aflevering 1  | Aflevering 2 | Aflevering 3   | Aflevering 4    | Aflevering 5 | Aflevering 6 | Aflevering 7 |
| ------ | ------------- | ------------- | ------------ | -------------- | --------------- | ------------ | ------------ | ------------ |
| Koppel | Ludo & Nancy* | André & Greet | Jos & Imelda | Luk & Elfriede | Dirk & Machteld | Jos & Nancy  | Jean & Tina  | Gerd & André |

* Werden door programmamakers geselecteerd zonder nominatieprocedure
 Koppel bleef samen aan het einde van Hotel Römantiek
 Koppel ging uit elkaar aan het einde van Hotel Römantiek

### Afleveringen
| Afl. | Datum van uitzending | Aantal kijkers |
| ---- | -------------------- | -------------- |
| 1    | 8 januari 2024       | 934.398        |
| 2    | 15 januari 2024      | 734.871        |
| 3    | 22 januari 2024      | 949.356        |
| 4    | 29 januari 2024      | 759.767        |
| 5    | 5 februari 2024      | 738.830        |
| 6    | 12 februari 2024     | 730.135        |
| 7    | 19 februari 2024     | 835.452        |
| 8    | 26 februari 2024     | 777.470        |

## Nederland
Sinds 3 september 2017 wordt Hotel Römantiek als Hotel Romantiek ook in Nederland uitgezonden, door de KRO-NCRV op NPO 1. Hier verzorgen Marlijn Weerdenburg, Daan Boom, Jasper Demollin, Tim Senders en Stijn van Vliet de presentatie.

## Franstalig België
Sinds 18 september 2018 wordt Hotel Römantiek als Hôtel Romantique ook in Wallonië en Brussel uitgezonden op RTL-TVI. Hier verzorgen Jean-Michel Zecca, Sophie Pendeville, en David Antoine de presentatie.